# 洪書勤
洪書勤（1976年9月9日—），台灣台東人，詩人。台東高中、國防管理學院會計科畢，東吳大學法律所碩士，植物園詩社成員，現任職於中華民國國防部。個人詩集《廢墟漫步指南》入圍2011年國立台灣文學館主辦「臺灣文學金典獎」新詩類決選。

## 作品
詩集
- 《畢業紀念冊──植物園六人詩選》(合著)  台明文化 1998
- 《廢墟漫步指南》 釀出版 2011
- 《唯思念倖免》松鼠文化 2024